# Władysław Pawlak (literat)
Władysław Pawlak (ur. 25 grudnia 1902 w Łodzi, zm. 3 sierpnia 1958, tamże) – polski robotnik–literat

## Życiorys
Pawlak urodził się w Łodzi, w domu przy ul. Rokicińskiej 11–15  w rodzinie Władysława Pawlaka – robotnika budowlanego i Katarzyny z domu Rembielińskiej – tkaczki w zakładach Scheiblera pry Wodnym Rynku. Ukończył 4 klasy szkoły powszechniej, następnie zatrudniając się jako pastuszek we Wróblewie. Od 1918 pracował w Hajnówce, gdzie budował drewniane domy, w tym samym roku powrócił do Łodzi, gdzie został pomocnikiem stolarskim oraz uczył się wieczorowo. W 1926 zdał eksternistycznie maturę oraz odbył kurs nauczycielski. Następnie został referentem w komisariacie miasta Łodzi i przeprowadził się do Białowieży, gdzie prowadził kino. W 1929 powrócił do Łodzi, gdzie pracował kolejno jako robotnik budowlany, domokrążca i szewc.
Od 1923 zaczął pisać utwory literackie, z którego część nie ukazała się w druku. W 1930 wstąpił do Komunistycznej Partii Polski. Sukces literacki przyniosła mu powieść Kamienica Wielkiego miasta (1938) na temat życia proletariatu łódzkiego, nagrodzona na konkursie „Ilustrowanego Kuriera Codziennego” na powieść współczesną. Została ona w 1937 wydana we fragmentach na łamach czasopisma, a w 1938 wydana w całości. Pawlak ponadto dokonywał odczytów powieści w łódzkiej rozgłośni Polskiego Radia i występował na wieczorach autorskich. W 1938 „Wymiary” opublikowały fragmenty powieści Pawlaka O życiu chałupników (1938).
Podczas II wojny światowej Pawlak pracował jako robotnik w fabryce włókien sztucznych. W 1944 wstąpił do Polskiej Partii Robotniczej, a w 1945 za działalność w konspiracji został aresztowany przez gestapo. Uciekł z więzienia w trakcie jego ewakuacji w 1945 i powrócił do Łodzi, gdzie pracował jako komendant XI Komisariatu Milicji Obywatelskiej, kierownik sekcji w Wojewódzkim Urzędzie Informacji i Propagandy, a następnie na stanowiskach kierowniczych w Zarządzie Miejskim i Wojewódzkiej Radzie Narodowej oraz działał w Polskiej Zjednoczonej Partii Robotniczej. W późniejszym okresie był kolejno wicedyrektorem Liceum Felczerskiego, Liceum Dentystycznego i inspektorem badania budżetów rodzinnych w Łodzi. Po wojnie opublikował powieść Łódź w latach grozy (1945) opisującą wojenne losy bohaterów Kamienicy wielkiego miasta, a także Podwójnie wolni (1946), Strajk albo nie strajk (1949), Dzień styczniowy (1955). W 1950 opublikował trzyaktowy dramat Nigdy więcej.
Po jego śmierci ukazał się zbiór jego autorstwa: Karuzela i inne opowiadania (1959). Ponadto pozostały po nim utwory niewydane –  dramaty: Urok życia (o polskich komunistach), Krosna czekają, powieści: Ludzie bawełnianej fabryki, Jak kamień w wodę, Ulica Kresowa itd.

### Życie prywatne
Jego żoną była Maria z d. Ciechowicz, z którą miał troje dzieci: Włodzimierza, Zofię i Jadwigę. Pawlak zmarł na zawał serca 3 sierpnia 1958. Został pochowany na cmentarzu na Zarzewie.

## Publikacje

### Wydane
- Piekło chałupników (1934),
- Kultury dla mas! (1935),
- Kamienica wielkiego miasta (1938)
- O życiu chałupników (1938)
- Odkupienie
- Łódź w latach grozy (1945)
- Podwójnie wolni (1946),
- Strajk albo nie strajk (1949),
- Nigdy więcej  (1950)
- Dzień styczniowy (1955),
- Karuzela i inne opowiadania (1959)[1].

### Niewydane
- Z powodu pola (1923),
- Kto winien? (1930),
- Nauczycielka (1931),
- Wilczary (1933),
- Nad Wartą rzeką
- Urok życia (o polskich komunistach),
- Krosna czekają,
- Ludzie bawełnianej fabryki,
- Jak kamień w wodę,
- Ulica Kresowa[1].